# Gálatas 1

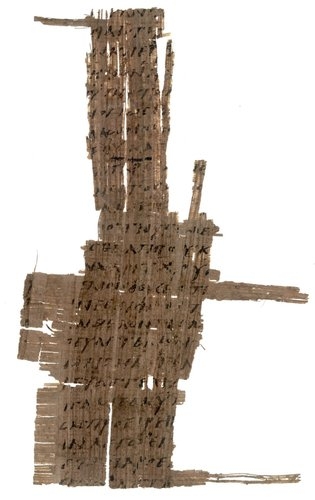
Página que muestra Gálatas 1:2-10 en el Papiro 51, c. 400.

Gálatas 1 es el primer capítulo de la Epístola a los Gálatas del Nuevo Testamento de la Biblia cristiana.  Es autoría del apóstol Pablo para las iglesias de Galacia, escrito entre los años 49 y 58 d. C.. Este capítulo contiene la importante exposición de Pablo sobre el significado de lo que él dice que es la revelación divina de Jesucristo.

## Texto
El texto original fue escrito en griego koiné. Este capítulo está dividido en 24 versículos.

### Testigos textuales
Algunos manuscritos antiguos que contienen el texto de este capítulo son:
- Papiro 46 (~200 d. C.)
- Codex Vaticanus (325-350)
- Codex Sinaiticus (330-360)
- Papiro 51 (~400; existen los versículos 2-10, 13, 16-20)
- Papiro 99 (~400; existen los versículos 4-11, 18-24)
- Códice Alejandrino (400-440)
- Codex Ephraemi Rescriptus (~450; existen los versículos 21-24)
- Codex Freerianus (~450; existen los versículos 1-3, 11-13, 22-24)
- Codex Claromontanus (~550)

## Saludos de apertura (1:1-5)
La forma de las palabras de apertura sigue la costumbre de la época «del escritor a las direcciones; saludos» que se encuentra en otras cartas del Nuevo Testamento y de los primeros cristianos. Sólo Romanos 1:1-6 elabora los saludos con mayor extensión que en esta epístola.

### Versículo 1
Pablo, un apóstol (no de los hombres ni por medio de los hombres, sino por medio de Jesucristo y de Dios Padre que lo resucitó de entre los muertos),
- «Apóstol»: traducido de la palabra griega ἀπόστολος, apostolos, que generalmente significa 'el que es enviado' (como en Juan 13:16), pero que en el Nuevo Testamento se aplica más específicamente a los especialmente comisionados por Jesucristo.[5] El sorprendente comentario de Pablo sobre su apostolado («no de los hombres», etc.) enfatiza su ministerio en Galacia bajo la comisión de Jesucristo y Dios Padre.[3]

### Versículo 2
y a todos los hermanos que están conmigo,
A las iglesias de Galacia:
- «Todos los hermanos» (NRSV: «todos los miembros de la familia de Dios»): A diferencia de otras epístolas que nombran a colaboradores individuales (como Sóstenes en 1 Corintios 1:1, Timoteo en 2 Corintios 1:1), Pablo alude a la «familia de Dios» formada por hombres y mujeres, utilizando la palabra «adelphoi», literalmente «hermanos» (o «hermanas»), que también puede incluir a las «hermanas». [3]

### Comentario a los versículos 1-5
La breve introducción comprende el saludo y el motivo de la carta: prevenir a los destinatarios del peligro de deformación del Evangelio a que están expuestos.
Pablo reafirma enérgicamente su autoridad apostólica, la cual le fue otorgada directamente por Jesucristo, al igual que a los demás Apóstoles. Además, resume el núcleo teológico de su carta: el poder salvador de la redención universal lograda por Cristo a través de su sacrificio por la humanidad. En los capítulos 1 y 2, Pablo defiende su autoridad como un llamado divino, mientras que el resto de la carta se centra en la doctrina de la redención. Desde el inicio, Pablo se enfrenta a los errores promovidos por ciertos cristianos de origen judío, quienes cuestionaban su autoridad y sostenían que era necesario seguir prácticas como la circuncisión y las observancias de la Ley de Moisés.

## Reprensión (1:6-9)
En lugar de la expresión de agradecimiento a Dios por la audiencia que se encuentra típicamente después de los saludos en las auténticas epístolas paulinas, Pablo critica a los gálatas por desertar de su enseñanza de la gracia de Dios, y llama anatema a los que difunden lo que él considera un evangelio falso.

### Comentarios
El "Evangelio de Cristo" que Pablo había proclamado a los gálatas es, como se deduce de este y otros pasajes de sus cartas, el cumplimiento de las promesas hechas por los profetas del Antiguo Testamento. Este evangelio anuncia la buena noticia de que, en el momento adecuado, Dios envió a su Hijo, nacido de una mujer, Jesucristo, el único Salvador de la humanidad. «Este es el corazón del mensaje del Evangelio», y no puede ser modificado. Aunque Pablo aún no detalla en qué consiste la distorsión del Evangelio que algunos intentan propagar, condena por dos veces con una maldición a quienes intenten alterarlo, subrayando la seriedad del asunto. Estas palabras también nos recuerdan que no hay lugar para un "nuevo cristianismo" por descubrir, ya que «Cristo es la culminación y la plenitud de la Revelación.»

La economía cristiana como alianza nueva y definitiva, nunca cesará, y no hay que esperar ya ninguna revelación pública antes de la gloriosa manifestación de nuestro Señor Jesucristo.

Las palabras del v. 10 parecen responder a la acusación de que Pablo, al no exigir la circuncisión para la conversión al cristianismo, buscaba complacer a los hombres. Sin embargo, Pablo se defiende afirmando que su misión no es agradar a los seres humanos, sino a Dios. Esta defensa no solo refuerza su postura, sino que también sirve como una exhortación a superar el miedo al juicio de los demás y mantenerse fieles a la verdad del Evangelio, sin comprometerse por razones de conveniencia o aceptación social.

El predicador del Evangelio será aquel que, aun a costa de renuncias y sacrificios, busca siempre la verdad que debe transmitir a los demás. No vende ni disimula jamás la verdad por el deseo de agradar a los hombres, de causar asombro, ni por originalidad o deseo de aparentar. No rechaza nunca la verdad

## Proclamación del Evangelio (1:10-12)
Pablo afirma que su proclamación del evangelio no es de origen humano sino directamente de la revelación de Jesucristo.

### Comentario a los versículos 11-24
La vocación de Pablo refuerza la veracidad de su enseñanza. Su Evangelio, en línea con el de los otros Apóstoles, no proviene de hombres, sino de la revelación directa de Jesucristo (v. 12). Al igual que otros llamados por Dios, su vocación subraya la iniciativa divina y no se basa en méritos propios. El encuentro de Pablo con la voluntad de Dios en el camino a Damasco transformó completamente su vida (vv. 13-17), y este cambio, que fue motivo de alegría para las comunidades cristianas de Judea (vv. 22-24) y conocido por los gálatas, da testimonio de su misión. Pablo relata que, tras un tiempo de retiro en Arabia, posiblemente en el reino de los nabateos al sur de Damasco, regresó a esa ciudad (v. 17) y luego viajó a Jerusalén para encontrarse con Cefas , Pedro. Esta visita refleja el reconocimiento de Pablo hacia la misión principal de Simón Pedro.

Se dirige a Pedro como a persona excelsa e importante. Y no dijo: “Mirar a Pedro”, sino “Visitar a Pedro”, como afirman los que exploran grandes y espléndidas ciudades.

## Vida precristiana y conversión de Pablo (1:13-17)
El esclarecedor relato de la vida precristiana de Pablo puede ser una respuesta a un esfuerzo de sus oponentes por utilizarlo para socavar su autoridad. La palabra «judaísmo» en los versículos 13 y 14 son las dos únicas referencias en todo el Nuevo Testamento, y hasta medio siglo después, en los escritos de Ignacio, «judaísmo» y «cristianismo» no se consideran dos «religiones».

## Contactos en Jerusalén (1:18-24)
En esta parte, Pablo relata su interacción con los líderes en Jerusalén, pero mantiene su independencia de las autoridades de Jerusalén.

### Comentarios
Tras su corta estancia en Jerusalén, Pablo recuerda que estuvo en Siria y Cilicia, aunque no sabemos por cuánto tiempo. Probablemente «Santiago, el hermano del Señor» es quien dirigió algún tiempo la comunidad cristiana de Jerusalén y a quien se le atribuye la carta que lleva su nombre.

### Versículo 18
Después de tres años subí a Jerusalén a ver a Pedro, y permanecí con él quince días 
- «Después de tres años»: Esto es después de la conversión de Pablo, no después de su regreso a Damasco. Pablo quería unirse a la iglesia de Jerusalén, pero los miembros dudaban y le evitaban, hasta que Bernabé le llevó ante Pedro y Santiago, informándoles de la conversión y de su afán por predicar el Evangelio en Damasco.[23]
- «Pedro»: En varias copias alejandrinas y etíopes se lee «Cefas», que es otro nombre del mismo Simón Pedro.[23]

### Versículo 19
Pero a ningún otro de los apóstoles vi, sino a Santiago, el hermano del Señor. 
- «Santiago el hermano del Señor» se refiere a «Santiago», un miembro distinguido de la iglesia de Jerusalén (Hechos 12:17; 1 Corintios 9:5). La tradición católica sostiene que este Santiago debe identificarse con Santiago, hijo de Alfeo, también llamado Santiago el Menor. [25] Aunque algunos sostienen que no es uno de los Doce Apóstoles, sino que se le nombra apóstol en un sentido más amplio (cf. 1 Corintios 15:7; 1 Corintios 9:5);[26] véase la nota en Gálatas 1:1